# Sylfiden
 Denne artikel omhandler balletten Sylfiden. Opslagsordet har også en anden betydning, se Sylfide.
Sylfiden (engelsk: The Sylph, fransk: La Sylphide) er en romantisk ballet i to akter. Der var to versioner af balletten; den oprindelige koreograferet af Filippo Taglioni i 1832 og en version koreograferet af August Bournonville i 1836. Bournonvilles version er den eneste kendte version som har overlevet, og dermed er den en af verdens ældste overlevende balletter.

## Taglioni-versionen
Den første version af Sylfiden havde premiere på Pariseroperaen den 12. marts 1832. Den var koreograferet af Filippo Taglioni og havde musik af Jean-Madeleine Schneitzhoeffer. Taglioni skabte rollen som sylfiden til sin datter Marie. Ballettens libretto var skrevet af Adolphe Nourrit. Nourrits handling var løst baseret på en historie af Charles Nodier, Trilby, ou Le lutin d'Argail, men byttede om på hovedrollernes køn — hvor der var tale om en nisse og en fiskerkone hos Nodier, var der tale om en sylfide og en bonde i balletten.

## Bournonville-versionen
I 1836 blev en ny version af Sylfiden koreograferet af den danske balletmester August Bournonville. Bournonville havde villet præsentere en genopsætning af Taglionis originale version i København med Den Kongelige Ballet, men Pariseroperaen forlangte for høj en pris for Schneitzhoeffers partitur. Slutresultatet blev, at Bournonville satte sin egen version op, baseret på den oprindelige libretto men med nykomponeret musik af den dansk-norske komponist Herman Severin Løvenskiold. Premieren fandt sted på Det Kongelige Teater den 28. november 1836 med Lucile Grahn i hovedrollen som Sylfiden.
Bournonvilles version er siden premieren blevet danset i ubrudt tradition af Den Kongelige Ballet. Den regnes for et af ballethistoriens hovedværker, og opføres løbende på Det Kongelige Teater samt på en række andre scener rundt om i verden.
Bournonvilles version af Sylfiden, blev i 2006 udvalgt som en del af kulturkanonen.
I 1957 skabte Henry Thelander sit berømte sylfide-frimærke, det første frimærke herhjemme med en danser, med den berømte danske solodanserinde Margrethe Schanne portrætteret i et svævende sylfidespring.

## Handling
Balletten foregår i Skotland og handler om bonden James, der kort før sit bryllup med bondepigen Effie betages af en sylfide, et kvindeligt skovvæsen. Herefter flygter han ud i skoven med sylfiden, og ender med ved en fejl at dræbe hende med et forhekset slør.
Roller: Effie, James, Sylfiden, Madge, skottere og sylfider.

## Eksterne links
- La Sylphide - side om Sylfiden på Bournonville.com
- "Sylfiden findes" - hjemmeside for bogen Sylfiden findes.

| Kunst og kultur | Spire Denne artikel om scenekunst og teater er en spire som bør udbygges. Du er velkommen til at hjælpe Wikipedia ved at udvide den. |